# النا هانوشووا
النا هانوشووا (چکی: Alena Hanušová؛ زادهٔ ۲۹ مهٔ ۱۹۹۱) بازیکن بسکتبال زن اهل جمهوری چک است. وی در بازی‌های المپیک تابستانی ۲۰۱۲ شرکت کرده‌است.